# Les Trois Yeux des gardiens du Tao / La Voie et la Vertu
Les Trois Yeux des gardiens du Tao et La Voie et la Vertu sont deux bandes dessinées réalisées par Jean Van Hamme (scénario) et Philippe Francq (dessinateur), formant un diptyque appartenant à la série Largo Winch, et éditées respectivement en 2007 et 2008 par Dupuis dans la collection Repérages.
Ce diptyque est constitué des quinzième et seizième tomes de la série.

## Synopsis
La division aéronautique du Groupe W, dirigée par André Bellecourt, est sur le point de conclure une coentreprise avec la Tsai Industries, mais à la seule condition que Largo Winch vienne, en personne, signer le contrat. Pendant ce temps, Largo, en vacances, reçoit un message lui rappelant une vieille dette contractée en Birmanie [voir le diptyque La Forteresse de Makiling / L'Heure du Tigre], du genre que l'on honore sans discuter... Il doit se rendre à Hong-Kong en Chine pour régler la dette et conclure le partenariat. Mais le milliardaire a un lourd passé en Chine puisqu'il a effectué un séjour en prison au Tibet duquel il s'était évadé avec un autre détenu, Tan.
Une fois là-bas, Largo est invité à passer la nuit chez Tsai. Mais Largo trahit son hôte en voulant voler le vieux manuscrit pour pouvoir rembourser sa dette avec les triades, et il est envoyé dans la prison tibétaine où il retrouve son tortionnaire le capitaine Wong, et son ancien camarade de cellule Tan la gorge tranchée.
Quelques jours plus tard, alors que le partenariat est conclu entre Tsai et Bellecourt, Largo reçoit la visite du fils de Tsai pour qu'il lui vende les parts de Bellecourt. Mais le milliardaire refuse et s'évade tout en découvrant la réalité du décor : il est en réalité non pas au Tibet, mais dans des étages en travaux d'une galerie commerciale de Hong-Kong. Après une course-poursuite à travers Hong-Kong, Largo est sauvé par le chef des Triades venu de Rangoon pour le sortir de ce pétrin organisé par la bande divergente de Tsai et pour régler sa dette une fois pour toutes : voler le manuscrit chez Tsai (qui avait été volé dans un musée).
Mais le fils Tsai, sentant le vent tourner décide de tuer son père et de piéger Largo venu voler le manuscrit. Mais ce dernier réussit à s'en sortir et le fils Tsai est tué, mettant fin à son organisation. Plus tard, arrêté par la police, Largo est libéré, mais il doit quitter le pays pour ne plus jamais revenir, et fermer les entreprises du groupe sur le territoire, en raison du dossier de l'évasion du Tibet qui revient sur la table. Bellecourt prend sa retraite avec amertume, n'ayant pas réussi à effectuer le gros coup avant de s'en aller. Plus tard, Largo reçoit un message non signé de Rangoon lui disant que sa dette est acquittée. Il sourit de soulagement.

## Distinctions
Philippe Francq et Jean Van Hamme se sont vu décerner le Sanglier 2007 du meilleur album adulte (un des prix Albert-Uderzo) pour Les Trois Yeux des gardiens du Tao[réf. souhaitée].

## Publication
- Les Trois Yeux des gardiens du Tao, Dupuis, collection Repérages, 2007
- La Voie et la Vertu, Dupuis, collection Repérages, 2008

### Vidéographie
- Largo, film documentaire de Yves Legrain Crist sorti en 2007 sur la création de l'album Les Trois Yeux des gardiens du Tao.